# Бесарт Ібраїмі
Бесарт Ібраїмі (мак. Бесарт Ибраими; нар. 17 грудня 1986, Кичево) — північномакедонський футболіст, нападник клубу «Шкендія». В минулому гравець національної збірної Північної Македонії.

## Клубна кар'єра
Народився 17 грудня 1986 року в місті Кичево. Вихованець футбольної школи клубу «Влазрімі». Дорослу футбольну кар'єру розпочав 2005 року в основній команді того ж клубу, в якій провів півтора сезони, взявши участь у 32 матчах чемпіонату.
Своєю грою за цю команду привернув увагу представників тренерського штабу клубу «Напредок» (Кичево), до складу якого приєднався на початку 2007 року. Відіграв за клуб з Кичева наступні півтора сезони своєї ігрової кар'єри.
Влітку 2008 року уклав контракт з «Реновою», у складі якого провів півтора сезони своєї кар'єри гравця. Більшість часу, проведеного у складі «Ренови», був основним гравцем атакувальної ланки команди і одним з головних бомбардирів команди, маючи середню результативність на рівні 0,6 голу за гру першості.
12 січня 2010 року украв контракт з німецьким «Шальке 04», але не зміг пробитися до основи, зігравши за півтора сезони лише два матчі в національному чемпіонаті.
26 січня 2011 року підписав контракт з «Севастополем», проте не зміг допомогти команді втриматися в елітному дивізіоні, тому влітку перейшов на правах оренди до «Таврії», але не зміг закріпитися в її складі і вже через два місяці, в серпні 2011 року, був повернутий назад в «Севастополь». У складі «моряків» був основним форвардом у першій лізі, допомігши команді здобути третє місце, програвши путівку у Прем'єр-лігу лише по різниці голів.
На початку 2013 року був відданий на правах оренди в запорізький «Металург» до кінця сезону, але не зумів клубу допомогти зберегти прописку в еліті.
В січні 2014 року став гравцем кіпрського «Еносіса» (Паралімні), а вже влітку перебрався в інший кіпрський клуб — «Ерміс», де провів наступний сезон.
Влітку 2015 року повернувся на батьківщину і став гравцем клубу «Шкендія».

## Виступи за збірну
5 вересня 2009 року дебютував в офіційних іграх у складі національної збірної Македонії в матчі-кваліфікації на ЧС-2010 проти збірної Шотландії, що завершився з рахунком 2-0 на користь британців.
За збірну виступав до 2014 року, провівши за цей час 8 матчів.

## Особисте життя
Ібраїмі є двоюрідним братом Валона Ахмеді, професійного албанського футболіста.

## Титули і досягнення
- Чемпіон Північної Македонії (6):

«Шкендія»: 2017-18, 2018-19, 2020-21, 2024-25
«Струга»: 2022-23, 2023-24
- Володар Кубка Північної Македонії (2):

«Шкендія»: 2015-16, 2017-18
- Найкращий бомбардир Чемпіонату Північної Македонії (6):

«Шкендія»: 2015-16, 2016-17, 2017-18, 2020-21, 2024-25
«Струга»: 2022-23